# Concilio di Roma (382)
Il Concilio di Roma fu indetto da papa Damaso I nel 382. Vi parteciparono funzionari e teologi della Chiesa.
Alcuni sostengono che fra gli argomenti discussi c'erano i libri biblici accettati dalla Chiesa e dall'autorità pontificia. La importanza storica si troverebbe dunque nel fatto che col Decretum Gelasianum, attribuito al Papa Gelasio I (492-496) ma più probabilmente scritto nel VI secolo, venne fornita la prima e ultima lista definitiva dei libri canonici della Bibbia, basandosi sul Concilio del 382. Tuttavia, risulta improbabile che papa Damaso abbia definito il canone biblico, perché in quel caso non si spiegherebbero le discussioni posteriori, specialmente la posizione presa da san Girolamo a favore del canone ebraico. 
Questa lista fu poi confermata dai due Concili di Cartagine, del 397 e del 419. Il tema del canone biblico fu ripreso nel Concilio di Firenze, Trento, Vaticano I e Vaticano II.
Il Concilio di Roma condannò l' apollinarismo, eresia che nega la natura umana di Cristo, e finì col creare una Chiesa separata. Non era un concilio universale "infallibile" per la teologia cattolica, ma soltanto un sinodo locale.

## Contesto in cui si svolse il Concilio
L'anno precedente, l'imperatore Teodosio I aveva nominato Nettario alla carica di Arcivescovo di Costantinopoli, benché non fosse nemmeno battezzato. I vescovi dell'Occidente dichiararono il loro disaccordo e chiesero la convocazione di un sinodo comune tra Chiesa Orientale e Chiesa Occidentale per risolvere il contrasto della successione al trono di Costantinopoli; l'imperatore Teodosio, subito dopo la chiusura del primo Concilio di Costantinopoli nel 381, convocò a Costantinopoli un sinodo dei vescovi imperiali.
Quasi tutti i vescovi che avevano partecipato al Concilio del 381 si riunirono di nuovo all'inizio dell'estate del 382. Al loro ritorno nelle sedi d'Oriente ricevettero una lettera dal Sinodo di Milano, che li invitava ad un concilio generale a Roma, a cui risposero di non poter partecipare a causa della lunghezza del viaggio. Tuttavia vennero inviati tre vescovi: Syriacus, Eusebio e Prisciano, con una lettera sinodale al papa Damaso. Gli altri partecipanti furono i vescovi di Occidente, tra cui Ambrogio, arcivescovo di Milano. Teodosio inviò alcuni commissari a Roma a sostegno del suo sinodo.
Il sinodo romano al quale era indirizzata la lettera era il quinto sinodo che si teneva durante il papato di Damaso. Nessuna informazione formale rimane dei lavori di questo Concilio, né di come i suoi membri trattarono la questione di Nettario.
Questo Concilio fu di importanza storica per diversi aspetti. Stando a diversi documenti presenti fra i manoscritti che nel complesso formano il Decretum Gelasianum si prese atto del canone biblico di Antico e Nuovo Testamento, confermando per decreto quanto letto da anni in tutte le chiese. Il documento relativo a questo Concilio fu per la prima volta reso pubblico a Roma nel 1794, quando frate Faustino Arévalo (1747 - 1824), che curò l'opera del poeta romano Celio Sedulio, dimostrò la sua tesi secondo la quale tre dei cinque capitoli del manoscritto erano in realtà stati scritti un secolo prima ed erano riferiti al Concilio del 382.La tesi di Arevalo fu ampiamente accettata e il testo dei primi tre capitoli fu pubblicato separatamente col titolo di Il Concilio di Roma sotto Damaso. La cosiddetta Lista damasiana è la più antica lista occidentale del canone biblico, mai promulgata da un Concilio; due anni dopo ebbe seguito nella prima pubblicazione in latino della Vulgata, allo stesso modo, ci fu un crescente reclamo per imporre il cristianesimo come religione di stato, che ebbe seguito sotto l'imperatore Graziano.

## Decisioni assunte
Il De explanatione fidei riporta che si stabilirono:
- l'approvazione del Canone biblico, confermato nei sinodi di Ippona (393), Cartagine (397) e il Concilio di Cartagine (417), testo tuttora rispettato dalla Chiesa Cattolica; (vedi Canone della Bibbia#Canone cattolico)
- I sette doni dello Spirito Santo
- I nomi di Cristo e le relazioni fra le tre persone divine
- la dichiarazione di supremazia decisionale della Sede di Roma

Da informazioni indirette pare venisse anche riconfermata la condanna dell'Apollinarismo già affermata nei Sinodi di Roma (375), Antiochia (378) e Costantinopoli (ecumenico, 381), secondo la quale Gesù avrebbe avuto natura divina perfetta ma natura umana imperfetta.

## Documentazione
Non esiste documentazione diretta degli atti; Faustino Arévalo ed altri ritengono che una parte sia contenuta nel Decretum Gelasianum e che le decisioni del sinodo abbiano spinto il papa Damaso I ad incaricare San Girolamo di redigere la Vulgata.

## LaLista damasiana
La lista di Damaso, decretata da Papa Damaso I nel Concilio di Roma del 382, che aveva per principale compito l'accertamento del canone biblico, è la seguente:

È decretato che ora, infatti, dobbiamo trattare con le Sacre Scritture: quelle che la Chiesa cattolica accetta e quelle che deve rifiutare. La lista del Vecchio Testamento inizia con: Genesi, un libro; Esodo, un libro; Levitico, un libro; Numeri, un libro; Deuteronomio, un libro; Giosuè, un libro; Giudici, un libro; Rut, un libro; Re, quattro libri; Cronache, due libri; 150 Salmi, un libro; Salomone, tre libri; Proverbi, un libro; Ecclesiaste, un libro; Cantico dei Cantici, un libro; ugualmente il Sapienza, un libro; Ecclesiaste (Sirach), un libro.
Allo stesso modo, la lista dei profeti: Isaia, un libro; Geremia, un libro; congiuntamente con Cinoth, cioè il Lamentazioni; Ezechiele, un libro; Daniele, un libro; Osea, un libro; Amos, un libro; Michea, un libro; Gioele, un libro; Abdia, un libro; Giona, un libro; Naum, un libro;  Abacuc, un libro; Sofonia, un libro; Aggeo, un libro; Zaccaria, un libro; Malachia, un libro.
Allo stesso modo, la lista dei libri storici: Giobbe, un libro; Tobia, un libro; Esdra, due libri; Ester, un libro; Giuditta, un libro; Maccabei, due libri.
Allo stesso modo, la lista del Nuovo e Eterno Testamento, che la santa Chiesa Cattolica determina così: per i Vangeli, Marco, un libro; Matteo, un libro; Luca, un libro; Giovanni, un libro. Per le Lettere di Paolo, quattordici in totale: una ai Romani, prima Lettera ai Corinzi e seconda Seconda Lettera ai Corinzi, una Lettera agli Efesini, due Lettere ai Tessalonicesi, Prima Lettera ai Tessalonicesi e Seconda Lettera ai Tessalonicesi, una Lettera ai Galati, una Lettera ai Filippesi, una Lettera ai Colossesi, due lettere a Timoteo, Prima Lettera a Timoteo e Seconda Lettera a Timoteo, una Lettera a Tito, una Lettera a Filemone, una Lettera agli Ebrei.
Allo stesso modo, un Libro dell'Apocalisse di Giovanni. E per gli Atti degli Apostoli un libro.
Allo stesso modo, le Lettere cattoliche sono sette in tutto: dell'Apostolo Pietro due lettere Prima Lettera di Pietro e Seconda Lettera di Pietro; dell'apostolo Giacomo una Lettera; dell'apostolo Giovanni una lettera Prima lettera di Giovanni; dell'altro Giovanni, Evangelista, due lettere Seconda lettera di Giovanni e Terza lettera di Giovanni; dell'apostolo Giuda, lo Zelota, una Lettera. E in questo modo è concluso il canone del Nuovo Testamento.
Allo stesso modo, è decretato: dopo l'annuncio del (...) i testi che abbiamo elencato sopra come Scritture, in cui, per grazia di Dio, la Chiesa Cattolica è fondata, dobbiamo considerare che, anche se tutta la Chiesa cattolica è sparsa in tutto il mondo, (...) la Santa Romana Chiesa, è stato posto a capo, non dalle decisioni conciliari di altre chiese, ma per aver ricevuto il primato dal Verbo evangelico del nostro Signore e Salvatore, che dice: "e io ti dichiaro: tu sei Pietro e su questa pietra io costruirò la mia Chiesa e le porte dell'inferno non prevarranno mai contro di essa. Io vi darò le chiavi del Regno dei cieli, qualunque cosa si leghi sulla terra sarà legato nei cieli, e tutto ciò che sarà sciolto sulla terra sarà spento nei cieli.

### Gli scritti di Giovanni
Si noti che, mentre per l'Apocalisse si cita "Apocalisse di Giovanni", le tre Lettere Cattoliche distinguono ancora fra Giovanni apostolo ed evangelista e Giovanni il "presbitero", autore della seconda e terza lettera. La tradizione successiva identificherà l'autore della seconda e terza lettera con il Giovanni apostolo ed evangelista, autore della prima.

Eusebio di Cesarea (260-340), autore di una Apologia di Origene e della Storia della Chiesa, trasmise l'unico frammento attribuito a Giovanni il Presbitero (Libro III, cap. 39) e introdusse per primo la distinzione fra Giovanni apostolo ed evangelista, detto Il Divino, e Giovanni il Presbitero, autore delle ultime due lettere.
La tesi fu ripresa da San Girolamo Padre della Chiesa, che identifico' in Giovanni il Presbitero (che dal Greco significa il Maggiore, il Vecchio), l'autore delle ultime due lettere, come confermato ancora nel Decretum Gelasianum.
Per l'Apocalisse l'identificazione era già accertata, in quanto non veniva specificato alcun epiteto per Giovanni. Solo in seguito tutte e tre le lettere furono attribuite a Giovanni apostolo ed evangelista, rendendo cosi' inutile e superata la distinzione iniziale con Giovanni il Presbitero.